# چاه نهر
چاه نهر، روستایی در دهستان درز و سایبان بخش مرکزی شهرستان لارستان در استان فارس ایران است.

## جمعیت
بر پایه سرشماری عمومی نفوس و مسکن در سال ۱۳۹۵، جمعیت این روستا برابر با ۱٬۵۹۰ نفر (۳۹۰ خانوار) بوده است.